# Distretto di Uman'
Il distretto di Uman' (in ucraino Уманський район?, Umans'kyj rajon) è un distretto nell'oblast' di Čerkasy in Ucraina. Il suo centro amministrativo è la città di Uman'. Ha una popolazione di 247 847 abitanti.
Il 18 luglio 2020, in seguito alla riforma amministrativa dell'Ucraina, il numero di distretti dell'oblast' di Čerkasy è stato ridotto a quattro e l'area del distretto di Uman' è stata notevolmente ampliata.

## Suddivisioni amministrative
Il distretto comprende dodici hromada di cui quattro di tipo urbano, cinque di insediamento e tre rurali:
- Babanka
- Baštečky
- Buky
- Chrystynivka
- Dmytrušky
- Ivan'ky
- Ladyžynka
- Man'kivka
- Monastyryšče
- Palanka
- Uman'
- Žaškiv

Le principali città del distretto sono: Chrystynivka, Monastyryšče, Uman' e Žaškiv.